# HC Ludwigsburg
Der HC Ludwigsburg ist ein traditionsreicher Hockey- und Tennisverein aus Ludwigsburg 12 km nördlich von Stuttgart. Bekannt wurde der Club in den 60er Jahren im Herrenhockey durch zwei Endspielteilnahmen um die Deutsche Meisterschaft und als Gründungsmitglied sowohl der Feldhockey-Bundesliga 1969 und der Hallenhockey-Bundesliga 1972. 17 Mitglieder gründeten den Verein am 23. März 1912 unter dem Namen  Freundschaftsbund Hockey, änderten den Namen aber bald in 1. Hockeyclub Ludwigsburg. Das erste Spiel gegen den Kraftsportverein Stuttgart endete am 17. Mai 1912 0:0.
Nach dem Ersten Weltkrieg musste sich der Club aus Platzmangel dem VfB Ludwigsburg anschließen, versuchte es 1921 unter dem Namen RSV Ludwigsburg wieder alleine, um doch 1924 wieder Teil des VfB zu werden. 1932 kam es zum ersten Spiel einer Damenmannschaft, welches der Gast, Eintracht Stuttgart, klar mit 5:0 für sich entscheiden konnte, doch musste sich das Team bereits 1934 aus Spielerinnenmangel wieder auflösen. Seit 1938 wurden vom Württembergischen Verband Meisterschaftsspiele eingeführt und Freundschaftsspiele traten etwas in den Hintergrund. Im Jahr 1938 fusionierte der VfB Ludwigsburg mit dem RKV Ludwigsburg zur Sportvereinigung 07 Ludwigsburg. 1949 verließ die Hockeyabteilung den Hauptverein und wählte den Namen Hockeyclub Ludwigsburg 1912.

## Herrenhockey
1952 wurden die 1. Herren zum ersten Mal württembergische Feldmeister im Endspiel gegen die TSG Ulm. Bis zur Gründung der Feldbundesliga 1969 sollten noch 13 weitere württembergische Feldmeisterschaften und 1964 eine süddeutsche Meisterschaft folgen. Bei den anschließenden Spielen um die Deutsche Meisterschaft schied man bereits im ersten Spiel gegen den elffachen bayrischen Meister HC Wacker München mit 0:3 Toren aus. Den größten Erfolg im Feld erreichten die Herren 1962 durch die Endspielteilnahme um die Deutsche Hockeymeisterschaft. Vor eigenem Publikum musste man sich dem Berliner HC 0:3 geschlagen geben.
1968 stand der HC Ludwigsburg wiederum in einem Finale um die Deutsche Meisterschaft. Diesmal war in der Halle die HG Nürnberg der Gegner, die mit 9:6 die Oberhand behielt. Ein Jahr später qualifizierte sich der HCL durch den Gewinn der württembergischen Feldmeisterschaft für die neu gegründete Feldhockey-Bundesliga. Ebenso waren die Herren 1969 Gründungsmitglied der Hallenhockey-Bundesliga, wieder durch den Titel des württembergischen Meisters im Endspiel gegen Ulm.
1977 musste der HCL sich von der Bundesliga sowohl im Feld als auch in der Halle wieder verabschieden. 1985 erfolgte dann sogar der Abstieg von der Regionalliga in die Oberliga. Erst 1997 gelang dem Team in der Halle nach 13 langen Jahren in der Oberliga der Aufstieg in die 2. Regionalliga-Süd, 1999 dann auf dem Feld der Sprung von der 2. Regionalliga Süd in die 1. Regionalliga Süd. 2001 mussten die Herren die 1. Regionalliga-Süd sowohl im Feld als auch in der Halle wieder verlassen.
2007/2008 spielt die 1. Herrenmannschaft des HC Ludwigsburg 2. Feldhockey-Bundesliga, die 2. Herren in der 1. Verbandsliga und die 3. Herren in der 3. Verbandsliga. Auch im Hallenhockey ist der HCL in der 2. Bundesliga vertreten.
Die Mannschaft setzt sich überwiegend aus Spielern aus dem eigenen Jugendnachwuchs wie z. B. Severin Schmidt, Michael Josek oder Arne Huber zusammen. Die Früchte jahrelanger Jugendarbeit erntete der Verein mit der Deutschen Vizemeisterschaft der A-Knaben in der Hallensaison 2007/2008 und dem dritten Platz bei der DM 2009/2010 der männlichen Jugend B. Zum Jahresende 2007 hatte der HCL rund 500 Mitglieder, rund die Hälfte unter 18 Jahren.

## Damenhockey
1954 gewannen die Damen erstmals die württembergische Feldmeisterschaft, verloren aber in der 1. Runde der Deutschen Meisterschaft mit 1:2 gegen den Hessenmeister Eintracht Wiesbaden. Im Winter 1955/1956 wurden erstmals in Württemberg Hallenmeisterschaften ausgetragen. Den Damen gelang auf Anhieb der Titel.
Als Aufsteiger von der Oberliga in die Regionalliga Süd 1990 hatte sich die Damen des HCL gleich für die Aufstiegsrunde zur Bundesliga qualifiziert, scheiterten aber nach gewonnenem Halbfinale (3:1 gegen TSV Ludwigsburg) im Endspiel gegen die Zehlendorfer Wespen mit 1:3. Vier Jahre später wurde wiederum der 1. Platz in der Regionalliga Süd erreicht. Diesmal scheiterte das Team in der Bundesliga-Aufstiegsrunde aber bereits im Halbfinale.
Momentan besteht auf dem Feld nur eine Damenmannschaft und sechs weibliche Jugendmannschaften. In der Halle spielt das Damenteam in der 2. Regionalliga, auf dem Feld in der Oberliga.

## Clubanlage
Zum 50-jährigen Bestehen des Clubs 1962 konnte die heutige Vereinsanlage an der Fuchshofstraße im Osten von Ludwigsburg mit einem Hartplatz sowie einem Rasenplatz in Betrieb genommen werden. An der freien Ostseite entstand 1968 ein Vereinsheim, wobei 50 % der Kosten durch die Mitglieder durch Eigenleistungen gedeckt wurden. Im Jahr 1979 konnte mit dem Bau von drei Tennisplätzen der Wunsch vieler Vereinsmitglieder erfüllt werden. Schließlich erhielt der Verein 1984 auf seinem Gelände ein Kunstrasen-Hockeyfeld.

## Sonstiges
Der spätere CDU-Politiker und Lobbyist Matthias Wissmann (geb. 1949) spielte bis 1974 für den HC Ludwigsburg.